# Espacio Europeo de Educación Superior

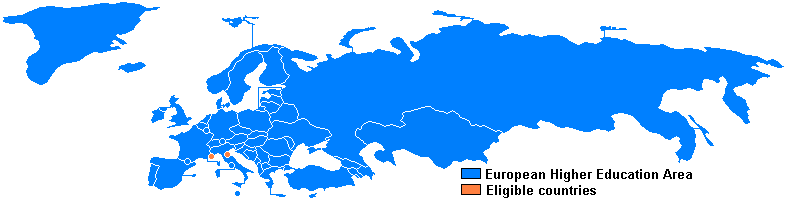
Países firmantes de la Declaración de Bolonia. En naranja aparecen los países rechazados.

El Espacio Europeo de Educación Superior es un ámbito de organización educativo iniciado en 1999 con el Proceso de Bolonia que quiere armonizar los distintos sistemas educativos de la Unión Europea y proporcionar una forma eficaz de intercambio entre todos los estudiantes, así como dotar de una dimensión y de una agilidad sin precedentes al proceso de cambio emprendido por las universidades europeas. Se integran actualmente en el EEES aparte de los 27 países de la UE otros como Rusia y Turquía hasta llegar a la cifra total de 49 países participantes. Los países que se encuentran dentro del EEES son:
Alemania, Austria, Bélgica, Bulgaria, Dinamarca, Eslovaquia, Eslovenia, España, Estonia, Finlandia, Francia, Grecia, Hungría, Irlanda, Islandia, Italia, Letonia, Lituania, Luxemburgo, Malta, Noruega, Países Bajos, Polonia, Portugal, Reino Unido, República Checa, Rumanía, Serbia, Suecia y Suiza.
Las demandas de la globalización y de la sociedad del conocimiento requirieron que las universidades europeas en los albores del siglo XXI decidieran emprender una serie de reformas para enfrentar la nueva realidad económica, social y cultural de la globalización. En este contexto, la Unión Europea contempló la necesidad de que las instituciones de educación superior realizaran cambios en las metodologías de enseñanza (el aprendizaje, la estructura curricular, la gestión del personal docente, la movilidad estudiantil, entre otros). En 1998, los representantes de los gobiernos de Alemania, Francia, Italia y Reino Unido firmaron la Declaración de Sorbona. En este documento se reconoció la necesidad de crear un espacio común de educación superior.
Al año siguiente, se formalizó con la firma de la Declaración de Bolonia la creación del Espacio Europeo de Educación Superior (EEES). De esta manera, se pactó la constitución de  un sistema universitario flexible que facilitara mayores posibilidades de formación y de empleo mediante el reconocimiento de las titulaciones obtenidas en otros países.

## Países integrantes
- Desde 1999: Alemania, Austria, Bélgica, Bulgaria, Dinamarca, Eslovaquia, Eslovenia, España, Estonia, Finlandia, Francia, Grecia, Hungría, Irlanda, Islandia, Italia, Letonia, Lituania, Luxemburgo, Malta, Noruega, Países Bajos, Polonia, Portugal, Reino Unido, República Checa, Rumanía, Serbia, Suecia y Suiza.
- Desde 2001: Croacia, Chipre y Liechtenstein.
- Desde 2003: Andorra y Santa Sede.

Mónaco y San Marino son los únicos miembros del Consejo de Europa que no se han integrado en el EEES. Otros países o territorios han solicitado incorporarse al Proceso de Bolonia y han sido rechazados; en concreto, Israel, Kirguistán, Kosovo y la República Turca del Norte de Chipre.

## Estructura
Para conseguir los objetivos que persigue, se basa en tres pilares fundamentales:
- Pauta del European Credit Transfer and Accumulation System (ECTS): Se fundamenta en el precepto de que, a partir de ahora, un crédito será equivalente a unas 25 o 30 horas de trabajo (dentro y fuera del aula).[3] Desde el punto de vista docente, la consecuencia es la reducción de las horas de clase presencial en favor de prácticas tuteladas por el personal docente.

- Estructura grado/posgrado: La educación superior se dividirá en dos ciclos: un grado de orientación generalista y un postgrado de orientación especialista. Hay que destacar que el principio que articulará este sistema será la adquisición de habilidades frente a la adquisición de conocimientos, por lo que estos grados y postgrados estarán fuertemente dirigidos a dar respuesta a las necesidades laborales que existan en la sociedad.

- Acreditación: El último pilar prevé la creación de sistemas de acreditación que, mediante una evaluación interna y otra externa, vigile la calidad de cada centro formativo y su adecuación a los requisitos del Espacio Europeo de Educación Superior.[4]

- Las reformas financieras necesarias para crear una "Europa del conocimiento".[5][6] En 1993, Peter Drucker escribió su libro La sociedad post-capitalista, en el que destacaba la necesidad de generar una teoría económica que colocara al conocimiento en el centro de la producción de riqueza. Al mismo tiempo, señalaba que lo más importante no era la cantidad de conocimiento, sino su productividad.

- Como complemento a estos pilares básicos, además se estableció un Suplemento al Título (Diploma Suplement, DS), en el que se detallan, en un formato común a todo el EEES, las competencias adquiridas por los estudios y una detallada explicación de las asignaturas cursadas.

El EEES se ha incorporado a muchos países fuera de la Unión Europea y se apunta como el marco de organización educativa más importante de las próximas décadas. El año 2010 es el horizonte previsto por la citada Declaración para la plena consecución de sus objetivos.

## El EEES en España
El sistema español de enseñanzas universitarias, aun habiendo iniciado la adopción de normativas europeas puntuales, carecía, sin embargo, del adecuado marco legal que, de un modo global, sustentara con garantías la reforma universitaria. La Ley Orgánica 4/2007, de 12 de abril, por la que se modifica la Ley Orgánica 6/2001, de 21 de diciembre, de universidades, promovida por la ministra de Educación y Ciencia Mercedes Cabrera Calvo-Sotelo, sentó las bases para realizar un profundo cambio en las universidades españolas. El 26 de octubre de 2007 el Consejo de Ministros aprobó el Real Decreto de Ordenación de Enseñanzas Universitarias oficiales por el que se modifica el sistema de clasificación de la enseñanza superior. Este real decreto fija una nueva estructura de títulos en tres niveles (grado, máster y doctorado) en consonancia con el Espacio Europeo de Educación Superior (EEES). Los principales objetivos, derechos y obligaciones que recoge esta Ley son:
- Permitir a las propias universidades crear y proponer, de acuerdo con las reglas establecidas, las enseñanzas y títulos que hayan de impartir y expedir, sin sujeción a la existencia de un catálogo previo establecido por el Gobierno, como hasta ahora era obligado.

No se tuvo en cuenta este objetivo del decreto-ley en las comunidades autónomas, como Andalucía, que obligaron a uniformar los títulos universitarios a un 75% en todas las titulaciones y crear un catálogo en Comisiones de Rama y Titulaciones. Estas Comisiones estuvieron formadas por 9 académicos, 8 empresarios de los Consejos Sociales y un estudiante.
- Adoptar una serie de medidas que, además de ser compatibles con el Espacio Europeo de Educación Superior, flexibilizan la organización de las enseñanzas universitarias, promueven la diversificación curricular y permiten que las universidades aprovechen su capacidad de innovación, sus fortalezas y oportunidades.[7]

- Impulsar un cambio en las metodologías docentes, que centra el objetivo en el proceso de aprendizaje del estudiante, en un contexto que se extiende ahora a lo largo de su vida.
- En el diseño de un título se deberán reflejar más elementos que la mera descripción de los contenidos formativos, tales como justificación, objetivos, admisión de estudiantes, contenidos, planificación, recursos, resultados previstos y sistema de garantía de calidad.
- Se proponen los créditos europeos como unidad de medida que refleja los resultados del aprendizaje y volumen de trabajo realizado por el estudiante para alcanzar los objetivos establecidos en el plan de estudios.
- En el supuesto de títulos que habiliten para el acceso o ejercicio de actividades profesionales, el Gobierno establecerá las condiciones a las que deberán adecuarse los planes de estudios para garantizar que los títulos acreditan la posesión de las competencias y conocimientos adecuados para dicho ejercicio profesional.
- Se garantizan los derechos académicos adquiridos por los estudiantes y los titulados conforme a sistemas educativos anteriores.[7]
- Se potencia la apertura hacia los estudiantes procedentes de otros países del Espacio Europeo de Educación Superior y de otras áreas geográficas.
- Se fomenta la movilidad de los estudiantes, tanto dentro de Europa, como con otras partes del mundo, y sobre todo la movilidad entre las distintas universidades españolas y dentro de una misma universidad mediante un sistema de reconocimiento y acumulación de créditos, en el que los créditos cursados en otra universidad serán reconocidos e incorporados al expediente del estudiante.[8]

- Se establecen vínculos adecuados entre el Espacio Europeo de Educación y el Espacio Europeo de Investigación.

Las universidades españolas establecerán su propio calendario de adaptación según los compromisos adquiridos por España en la Declaración de Bolonia, en virtud de los cuales en el año 2010 todas las enseñanzas deberán estar adaptadas a la nueva estructura.